# The Troggs/Diskografie
Diese Diskografie ist eine Übersicht über die musikalischen Werke der britischen Rockband The Troggs.

## Alben

### Studioalben
| Jahr | Titel                          | Höchstplatzierung, Gesamtwochen, AuszeichnungChartplatzierungen (Jahr, Titel, Platzierungen, Wochen, Auszeichnungen, Anmerkungen) | Höchstplatzierung, Gesamtwochen, AuszeichnungChartplatzierungen (Jahr, Titel, Platzierungen, Wochen, Auszeichnungen, Anmerkungen) | Höchstplatzierung, Gesamtwochen, AuszeichnungChartplatzierungen (Jahr, Titel, Platzierungen, Wochen, Auszeichnungen, Anmerkungen) | Höchstplatzierung, Gesamtwochen, AuszeichnungChartplatzierungen (Jahr, Titel, Platzierungen, Wochen, Auszeichnungen, Anmerkungen) | Anmerkungen                        |
| Jahr | Titel                          | DE | AT | UK | US | Anmerkungen                        |
| ---- | ------------------------------ | --- | --- | --- | --- | ---------------------------------- |
| 1966 | From Nowhere / Wild Thing (US) | DE4 (28 Wo.)DE | — | UK6 (16 Wo.)UK | US52 (16 Wo.)US | Erstveröffentlichung: Juli 1966    |
| 1967 | Trogglodynamite                | DE15 (12 Wo.)DE | — | UK10 (11 Wo.)UK | — | Erstveröffentlichung: Februar 1967 |
| 1968 | Love Is All Around             | — | — | — | US109 (9 Wo.)US | Erstveröffentlichung: Mai 1968     |

grau schraffiert: keine Chartdaten aus diesem Jahr verfügbar
Weitere Studioalben
- 1967: Cellophane
- 1968: Mixed Bag (UK) / Hip Hip Hooray (DE)
- 1970: Contrasts
- 1970: As I Am (Soloalbum von Chris Britton)
- 1975: The Troggs
- 1976: The Trogg Tapes
- 1981: Black Bottom
- 1989: Au
- 1992: Athens Andover

### Livealben
- 1969: Trogglomania
- 1980: Live at Max’s Kansas City (Aufnahme: Max’s Kansas City)
- 1984: At the White House (Aufnahme: Värnamo, Schweden, Dezember 1983)
- 2002: The Troggs Live (Aufnahme: The Troggs Sixties Gold 2 Tour, 1999)
- 2008: Live & Wild

### Kompilationen
| Jahr | Titel              | Höchstplatzierung, Gesamtwochen, AuszeichnungChartplatzierungen (Jahr, Titel, Platzierungen, Wochen, Auszeichnungen, Anmerkungen) | Höchstplatzierung, Gesamtwochen, AuszeichnungChartplatzierungen (Jahr, Titel, Platzierungen, Wochen, Auszeichnungen, Anmerkungen) | Höchstplatzierung, Gesamtwochen, AuszeichnungChartplatzierungen (Jahr, Titel, Platzierungen, Wochen, Auszeichnungen, Anmerkungen) | Höchstplatzierung, Gesamtwochen, AuszeichnungChartplatzierungen (Jahr, Titel, Platzierungen, Wochen, Auszeichnungen, Anmerkungen) | Anmerkungen                     |
| Jahr | Titel              | DE | AT | UK | US | Anmerkungen                     |
| ---- | ------------------ | --- | --- | --- | --- | ------------------------------- |
| 1967 | Best of the Troggs | — | — | UK24 (5 Wo.)UK | — | Erstveröffentlichung: Juli 1967 |
| 1994 | Greatest Hits      | — | — | UK27 (5 Wo.)UK | — | Erstveröffentlichung: Juli 1994 |

grau schraffiert: keine Chartdaten aus diesem Jahr verfügbar
Weitere Kompilationen
| - 1968: Best of the Troggs, Volume 2 - 1975: With a Girl Like You - 1976: The Vintage Years (2 LPs) - 1979: Pop Chronik (2 LPs) - 1982: The Very Best of the Troggs (2 LPs) - 1984: Golden Hits - 1984: Rock It Up - 1988: Wild Thing - 1988: The Best of the Troggs - 1991: Hit Single Anthology - 1991: Greatest Hits - 1992: Archeology (1966–1976) - 1993: The Best of the Troggs - 1993: Greatest Hits: Wild Thing | - 1993: The Greatest Hits - 1994: The Best of the Troggs - 1994: Legends: The Troggs - 1994: Love Is All Around - 1994: Wild Things - 1996: The Troggs: The EP Collection - 1996: Athens, Georgia & Beyond - 1999: Wild Thing - 2001: Hot Days: A Decade in the Sun - 2002: Their Very Best - 2002: Love and Things - 2004: The Singles As & Bs (3 LPs) - 2007: Wild Thing |

## Singles
| Jahr | Titel Album                                    | Höchstplatzierung, Gesamtwochen, AuszeichnungChartplatzierungen (Jahr, Titel, Album, Platzierungen, Wochen, Auszeichnungen, Anmerkungen) | Höchstplatzierung, Gesamtwochen, AuszeichnungChartplatzierungen (Jahr, Titel, Album, Platzierungen, Wochen, Auszeichnungen, Anmerkungen) | Höchstplatzierung, Gesamtwochen, AuszeichnungChartplatzierungen (Jahr, Titel, Album, Platzierungen, Wochen, Auszeichnungen, Anmerkungen) | Höchstplatzierung, Gesamtwochen, AuszeichnungChartplatzierungen (Jahr, Titel, Album, Platzierungen, Wochen, Auszeichnungen, Anmerkungen) | Anmerkungen |
| Jahr | Titel Album                                    | DE | AT | UK | US | Anmerkungen |
| ---- | ---------------------------------------------- | --- | --- | --- | --- | --- |
| 1966 | Wild Thing From Nowhere / Wild Thing           | DE7 (18 Wo.)DE | AT5 (12 Wo.)AT | UK2 Silber · (13 Wo.)UK | US1 (11 Wo.)US | Erstveröffentlichung: 20. April 1966 Autor: Chip Taylor Original: The Wild Ones, 1965                                 |
| 1966 | With a Girl Like You From Nowhere / Wild Thing | DE2 (12 Wo.)DE | AT6 (8 Wo.)AT | UK1 (12 Wo.)UK | US29 (8 Wo.)US | Erstveröffentlichung: Juli 1966 Autor: Reg Presley                                                                    |
| 1966 | I Can’t Control Myself Love Is All Around      | DE2 (12 Wo.)DE | AT3 (12 Wo.)AT | UK2 (13 Wo.)UK | US43 (6 Wo.)US | Erstveröffentlichung: September 1966 Autor: Reg Presley                                                               |
| 1966 | Any Way That You Want Me Love Is All Around    | DE13 (10 Wo.)DE | — | UK8 (10 Wo.)UK | — | Erstveröffentlichung: Dezember 1966 Autor: Chip Taylor Original: Liverpool Five, 1966                                 |
| 1967 | Give It to Me Trogglodynamite                  | DE10 (8 Wo.)DE | AT20 (4 Wo.)AT | UK12 (10 Wo.)UK | — | Erstveröffentlichung: 10. Februar 1967 Autor: Reg Presley                                                             |
| 1967 | Night of the Long Grass Love Is All Around     | DE23 (4 Wo.)DE | — | UK17 (6 Wo.)UK | — | Erstveröffentlichung: Mai 1967 Autor: Reg Presley                                                                     |
| 1967 | Hi Hi Hazel From Nowhere                       | DE36 (4 Wo.)DE | — | UK42 (3 Wo.)UK | — | Erstveröffentlichung: Juli 1967 Autoren: Bill Martin, Phil Coulter Original: Geno Washington & the Ram Jam Band, 1966 |
| 1967 | Love Is All Around                             | DE15 (10 Wo.)DE | — | UK5 (14 Wo.)UK | US7 (16 Wo.)US | Erstveröffentlichung: 13. Oktober 1967 Autor: Reg Presley                                                             |
| 1968 | Little Girl Love Is All Around                 | DE22 (4 Wo.)DE | — | UK37 (4 Wo.)UK | — | Erstveröffentlichung: 16. Februar 1968 Autor: Reg Presley                                                             |
| 1968 | Hip Hip Hooray Mixed Bag / Hip Hip Hooray      | DE18 (6 Wo.)DE | AT14 (4 Wo.)AT | — | — | Erstveröffentlichung: September 1968 Autoren: Geoff Stephens, John Carter                                             |
| 1993 | Wild Thing –                                   | — | — | UK69 (2 Wo.)UK | — | Erstveröffentlichung: Oktober 1993 The Troggs feat. Wolf Splitsingle mit Edwin Starr feat. Shadow – War               |

Weitere Singles
| - 1966: Lost Girl - 1967: My Lady - 1968: Surprise, Surprise (I Need You) - 1968: You Can Cry If You Want To - 1969: Evil Woman - 1969: Anything for You (Ronnie Bond of the Troggs) - 1969: Lucinda Lee (Reg Presley of the Troggs) - 1969: That’s What You Get Girl - 1969: Jingle Jangle - 1970: Easy Loving - 1970: Lover - 1970: You - 1970: The Raver - 1971: Lazy Weekend - 1972: Everything’s Funny - 1973: Listen to the Man | - 1973: Strange Movies - 1975: Good Vibrations - 1975: Wild Thing (Reggae Version) - 1975: Summertime - 1975: (I Can’t Get No) Satisfaction - 1976: I’ll Buy You an Island - 1977: Feeling for Love - 1978: Just a Little Too Much - 1980: ’Coz We Were Dancing - 1982: Black Bottom - 1984: Every Little Thing - 1992: Don’t You Know - 1992: Together - 1992: Wild Thing (Oliver Reed und The Troggs mit Alex Higgins) - 1998: Let’s Drink a Toast |

## Videoalben
- 2003: Live and Wild in Preston

## Statistik

### Chartauswertung
|                     | DE    | AT    | UK    | US    |
| ------------------- | ----- | ----- | ----- | ----- |
| Nummer-eins-Alben   | DE—DE | AT—AT | UK—UK | US—US |
| Top-10-Alben        | DE1DE | AT—AT | UK2UK | US—US |
| Alben in den Charts | DE2DE | AT—AT | UK4UK | US2US |

|                       | DE     | AT    | UK     | US    |
| --------------------- | ------ | ----- | ------ | ----- |
| Nummer-eins-Singles   | DE—DE  | AT—AT | UK1UK  | US1US |
| Top-10-Singles        | DE4DE  | AT3AT | UK5UK  | US2US |
| Singles in den Charts | DE10DE | AT5AT | UK10UK | US4US |

### Auszeichnungen für Musikverkäufe
Anmerkung: Auszeichnungen in Ländern aus den Charttabellen bzw. Chartboxen sind in ebendiesen zu finden.
| Land/RegionAuszeichnungen für Musikverkäufe (Land/Region, Auszeichnungen, Verkäufe, Quellen) | Silber  | Gold | Platin | Verkäufe | Quellen   |
| -------------------------------------------------------------------------------------------- | ------- | ---- | ------ | -------- | --------- |
| Vereinigtes Königreich (BPI)                                                                 | Silber1 | —    | —      | 200.000  | bpi.co.uk |
| Insgesamt                                                                                    | Silber1 | —    | —      |          |           |